# Willem van Waning
Willem van Waning (Bleiswijk, 13 november 1817 - Ouderkerk aan den IJssel, 5 november 1895) was een Nederlandse burgemeester.

## Leven en werk
Van Waning werd in 1817 te Bleiswijk geboren als zoon van de schout van Bleiswijk Jacob van Waning en van Anna Maria Timmermans. Hij was bijna een halve eeuw burgemeester. Vanaf 1846 van Ouderkerk aan den IJssel, waar op 14 januari 1850 de gemeenten Krimpen aan den IJssel en Stormpolder aan werden toegevoegd. Stormpolder werd op 1 september 1855 bij Krimpen aan den IJssel ondergebracht. Alhoewel hij in 1880 een beroerte kreeg te verduren, bleef hij toch tot 1892 burgemeester van Ouderkerk aan den IJssel en tot 1 januari 1895 van Krimpen aan den IJssel. Vanwege het ondervonden lichamelijk ongemak werd hij door zijn zoon Jacob van Waning terzijde gestaan. Deze werd op zijn beurt in 1892 burgemeester van Ouderkerk aan den IJssel, die dit ambt meer dan veertig jaar zou vervullen.
Van Waning trouwde op 31 mei 1850 te Capelle aan den IJssel met Anna Maria Hoogendijk, dochter van de scheepsbouwmeester Willem Hoogendijk. Hij overleed in november 1895, bijna 78 jaar oud, in zijn woonplaats Ouderkerk aan den IJssel.